# Giuseppe Piazzi
Giuseppe Piazzi   (Ponte in Valtellina, 16 de juliol de 1746 - Nàpols, 22 de juliol de 1826) va ser un astrònom i sacerdot italià. Va fundar l'observatori astronòmic de Palerm.

## Vida i obra
Piazzi va néixer en una rica família de la província de Sondrio, a tocar de Suïssa. Als 19 anys va ingressar a l'orde dels teatins i tot que no es conserven registres dels seus estudis, se sap que entre 1770 i 1780 va estar donant classes de filosofia i matemàtiques a diferents ciutats de la península italiana, entre les quals, Gènova, Roma i Ravenna, abans de ser nomenat professor de matemàtiques de l'Accademia dei Reggi Studi di Palermo (futura Universitat de Palerm) el 1781.

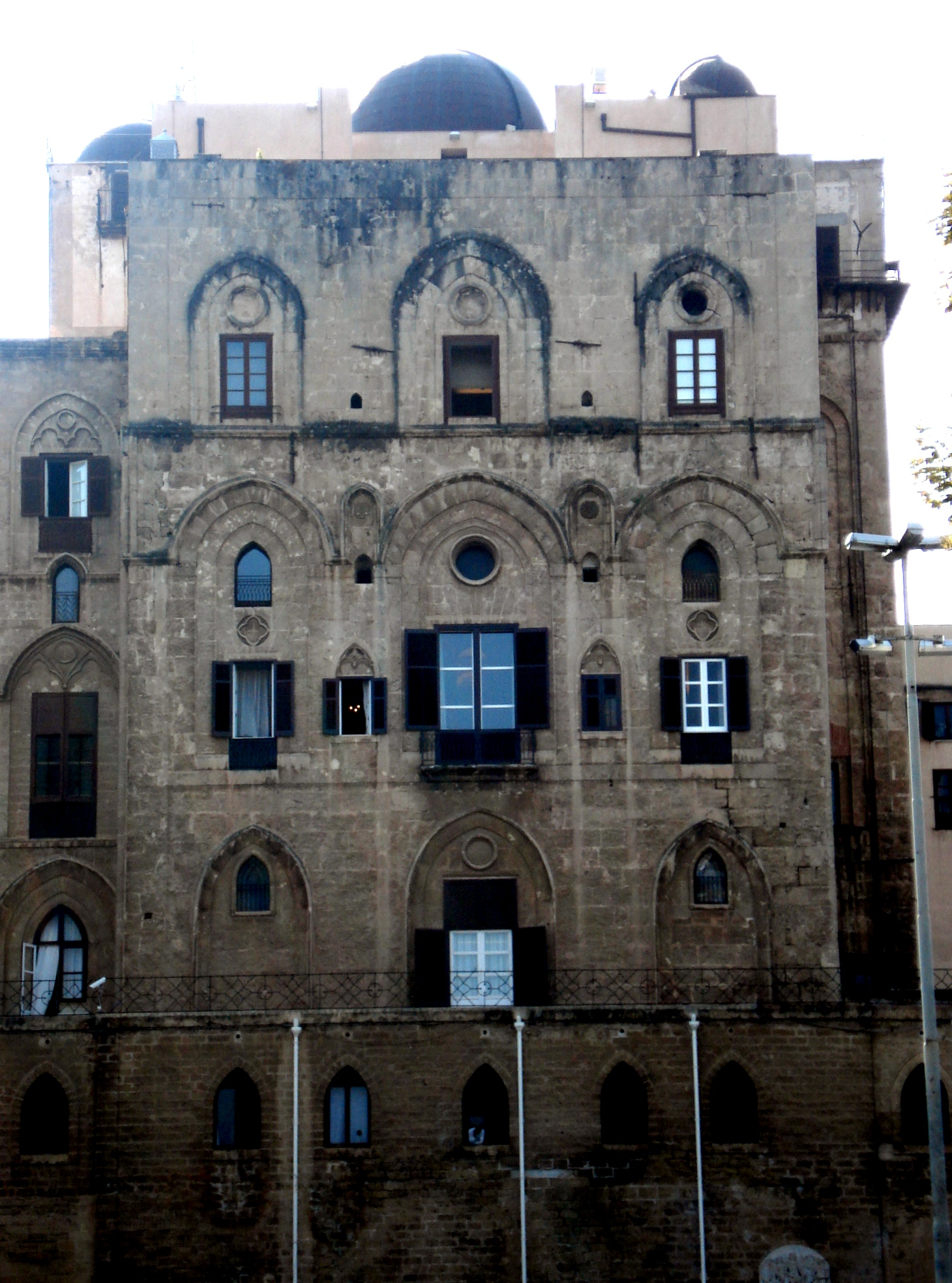
Sobre el terrat del Palau dels Normands de Palermo encara es veu la cúpula de l'Observatori Astronòmic que s'hi va construir el 1790.

El 1787 va ser nomenat catedràtic d'astronomia, tot i la seva manca d'experiència en aquest camp, amb l'encàrrec de construir un observatori astronòmic a Palerm. Piazzi s'ho va prendre amb gran entusiasme i va etar tres anys a París i Londres per comprar els instruments necessaris i aprendre a manegar-los. El 1791 l'observatori ja estava en funcionament, equipat amb un gran telescopi circular de Jesse Ramsden.
L'1 de gener de 1801, va descobrir un objecte estel·lar que es movia sobre el fons d'estels que, donat que orbitava al voltant del Sol, va ser considerat un nou planeta. Piazzi el va batejar amb el nom de Ceres Ferdinandea, en honor de la deessa grega i siciliana, i al rei Ferran IV de Nàpols i Sicília. Més endavant, el Ferdinandea es va eliminar per raons polítiques. Donat que en anys posteriors es van descobrir altres objectes (també considerats inicialment planetes) en la mateixa zona, durant els anys 50 del segle xix es va decidir classificar Ceres i la resta d'objectes de la zona com a asteroides i a la zona per on orbita se la coneix com a Cinturó d'asteroides. L'any 2006 va ser classificat com a planeta nan, a l'igual que Plutó.
El 1803 va publicar un catàleg de 6748 estrelles amb les seves corresponents declinacions i ascencions rectes acuradament calculades que va ser força valorat i que va ampliar i millorar els anys successius fins a publicar un segon catàleg amb 7646 estrelles que, tot i així, no va considerar definitiu.
El 1817, el rei Ferran li va encarregar la conclusió del l'observatori de Nàpols, un projecte que ja feia vint anys que havia començat i havia absorbit una gran quantitat de recursos. Va passar els darrers anys de la seva vida entre Palerm i Nàpols, morint en aquesta darrera ciutat el 1826, sense veure publicat el seu tercer i definitiu catàleg d'estrelles, que no ca ser publicat fins al 1845-1849 per K.L. Littrow.